# Shangsheng (sockenhuvudort i Kina, Heilongjiang Sheng, lat 47,64, long 126,23)
Shangsheng (kinesiska: 上升, 上升乡) är en sockenhuvudort i Kina. Den ligger i provinsen Heilongjiang, i den nordöstra delen av landet, omkring 210 kilometer norr om provinshuvudstaden Harbin. Antalet invånare är 21 930. Befolkningen består av 10 778 kvinnor och 11 152 män. Barn under 15 år utgör 15,0 %, vuxna 15-64 år 78 %, och äldre över 65 år 6,0 %.
Runt Shangsheng är det ganska tätbefolkat, med 139 invånare per kvadratkilometer. Närmaste större samhälle är Baiquan, 11,6 km väster om Shangsheng. Trakten runt Shangsheng består till största delen av jordbruksmark.
Genomsnittlig årsnederbörd är 900 millimeter. Den regnigaste månaden är juli, med i genomsnitt 278 mm nederbörd, och den torraste är januari, med 6 mm nederbörd.